# Warner Cornelis ten Kate

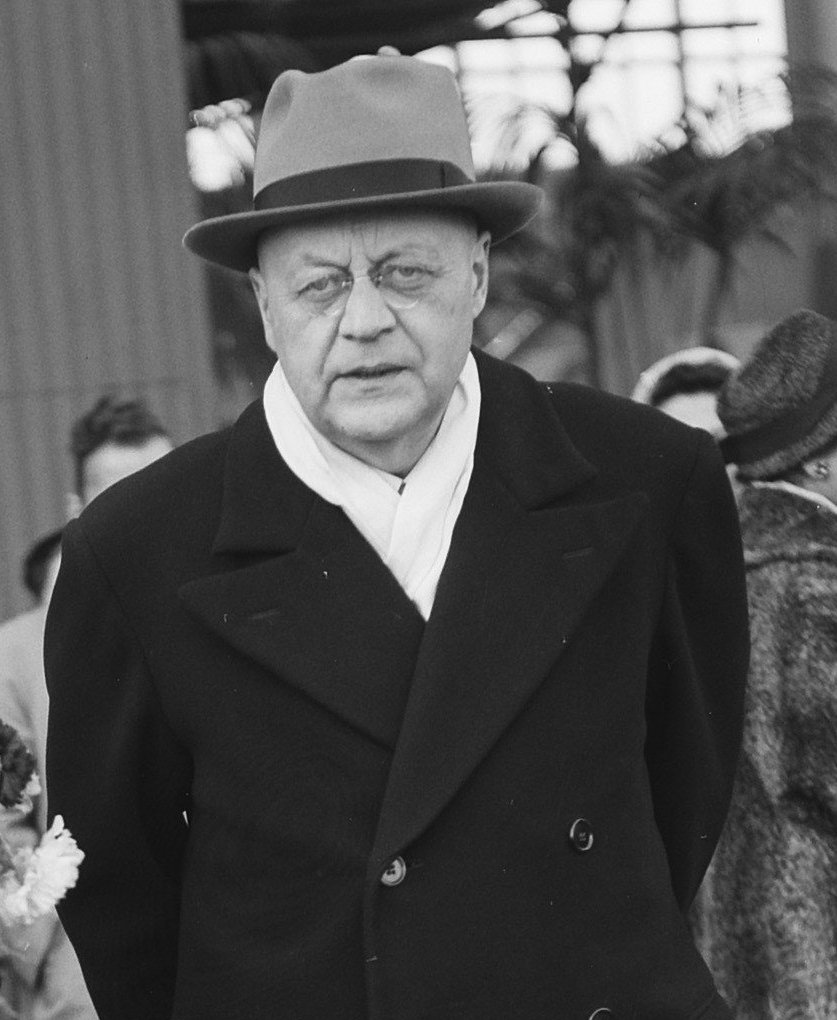
Mr. W.C. ten Kate (1956)

Warner Cornelis ten Kate (IJsselmuiden, 12 maart 1899 – Goes, 27 juni 1958) was een Nederlands politicus van de CHU.
Hij is afgestudeerd in de rechten en was daarna als volontair werkzaam bij de gemeentesecretarie van Oldebroek. In 1926 volgde zijn benoeming tot burgemeester van de gemeenten Stad en Ambt Vollenhove en met ingang van 1 mei 1940 werd hij de burgemeester van Goes. Ruim een jaar later werd hij ontslagen waarna Goes een NSB'er als burgemeester kreeg. Ten Kate gaf vervolgens leiding aan opgravingen voor het Rijksmuseum voor archeologie. Na de bevrijding, in 1946, keerde hij terug als burgemeester van Goes. 
Tijdens dat burgemeesterschap overleed hij in 1958 op 59-jarige leeftijd.